# Принцесса Турандот (театр Вахтангова)
«Принце́сса Турандо́т» по сказке Карло Гоцци — последний прижизненный спектакль Евгения Вахтангова, поставленный им в 1922 году в Третьей студии МХТ (впоследствии Государственный академический театр имени Е. Вахтангова) и считающийся шедевром театра.
В различное время в спектакле играли такие актёры, как Нина Сластенина-Шухмина, Цецилия Мансурова, Юлия Борисова, Алексей Жильцов, Николай Гриценко, Людмила Максакова, Борис Захава, Василий Лановой, Рубен Симонов, Иосиф Толчанов, Михаил Ульянов, Юрий Яковлев, Екатерина Райкина, Марианна Вертинская, Вячеслав Шалевич, Владимир Этуш и многие другие. С новой версией спектакля пришло новое поколение: в нём стали играть Александр Рыщенков, Ирина Дымченко, Марина Есипенко, Анна Дубровская и другие.
Считается, что вахтанговская трактовка «Принцессы Турандот», и принципы иронической сказки, которые применил в спектакле режиссёр («игра в сказку» или «сказка в сказке», восприятие её взрослым сознанием), — повлияла на дальнейшее развитие жанра литературной сказки. В частности, театровед Е. И. Исаева полагает, что вне контекста этого спектакля немыслима эстетика Шварца.
Стиль «Принцессы Турандот» оказался определяющим для будущего театра, в связи с чем этот спектакль стал его общепринятым символом, а также символом всего театрального направления, театральной школы, основывающейся на вахтанговской концепции «театра-праздника».

## Сюжет
Жестокая красавица китайская принцесса Турандот не желает выходить замуж. Чтобы женихи не одолевали, она придумала им невыполнимую задачу — разгадать три труднейшие загадки, а кто не угадает — того казнить. Но поток влюблённых не иссякает. Каждому прибывающему очередному жениху она загадывает свои загадки, после чего несчастного уводят на казнь. Но вот появляется ещё один влюблённый — зрители знают, что это принц Калаф, но коварной Турандот ещё предстоит это выяснить. Она, как всегда, загадывает свои загадки. После различных трагедийных и комедийных приключений сказка заканчивается всеобщей влюблённостью и свадьбой враз подобревшей принцессы и благородного принца.
Зрелищность привносят четыре персонажа — классические маски итальянского театра комедии дель арте: Труффальдино, Тарталья, Панталоне, Бригелла.

## Действующие лица
- Турандот, принцесса Китайская, дочь Алтоума
- Калаф, принц ногайских татар, сын Тимура
- Алтоум, император Китайский
- Адельма, принцесса Татарская, любимая невольница Турандот
- Зелима, другая невольница Турандот
- Барах, под именем Хасана, бывший воспитатель Калафа
- Скирина, мать Зелимы, жена Бараха
- Тимур, царь Астраханский
- Панталоне, секретарь Алтоума[3]
- Тарталья, великий Канцлер
- Бригелла, начальник пажей
- Труффальдино, начальник евнухов сераля Турандот
- Измаил, бывший воспитатель царевича Самаркандского
- Мудрецы Дивана, рабы и рабыни, слуги

## Первая постановка
Первое представление состоялось 28 февраля 1922 года. Художник И. И. Нивинский. Музыкальное оформление — Николай Сизов, Александр Козловский. Первой исполнительницей роли принцессы была Цецилия Мансурова, а принца Калафа — Юрий Завадский. Альтоум — Осип Басов, Тимур — Борис Захава, Тарталья — Борис Щукин, Труффальдино — Рубен Симонов, Панталоне — Иван Кудрявцев, Бригелла — Освальд Глазунов, Адельма — Анна Орочко, Скирина — Елизавета Ляуданская, Зелима — Александра Ремизова, Измаил — Константин Миронов.
Вахтангов поставил «Турандот» как ироническую сказку, в которой актёры играли не самих героев, а актёров венецианской театральной труппы, разыгрывающих «Принцессу Турандот». Соперничество между Турандот и Адельмой в сказке одновременно было и актёрским соперничеством двух примадонн труппы за расположение героя-любовника, играющего Калафа. Такой подход, заданный режиссёром в 1922 году, был воплощён только в первой постановке спектакля, и был со временем постепенно утрачен, ещё до создания новых версий «Турандот».
Как уже отмечалось, в постановке Е. Б. Вахтангова главное — не сюжет классической сказки, а остроумные современные комментарии самих действующих лиц. Текст интермедий и загадок первоначально был создан драматургом Николаем Эрдманом. Актёры не только создают психологический образ персонажей, но ещё и выражают собственное отношение к ним и к сюжету, чуть-чуть ироничное, весёлое, насмешливое, порой трогательное и лиричное, порой сатирическое. Нарочитая игра с использованием немудрёного реквизита сразу настраивает на весёлый карнавальный лад. Борода — полотенце, держащееся на резиночке; скипетр — спортивная теннисная ракетка; лестница-стремянка при желании превращается во что угодно, хоть в музыкальный инструмент. Любой реквизит в руках актёра «играет» роль того, чем является на данный момент по ходу сюжета. Актёры словно играют в детскую игру, когда обычные бытовые предметы силой воображения преобразуются в иные, необходимые для следования сказочного сюжета. Но и полностью войти зрителю в сказку не дадут; тут же вернут к действительности суровым окликом к расшалившемуся партнёру: «Не ломай театральную мебель!» Зрители и актёры таким образом находятся не внутри действия, а несколько со стороны.
Масочны и одновременно символично глубоки все персонажи постановки: правитель император Алтоум — милый улыбающийся дедушка, обожающий капризную дочь, но в его стране беззаконные жестокие нравы; бессловесные мудрецы Дивана — типичные образцовые чиновники, главное дело которых вовремя кивать. Там все улыбаются, но там страшно жить. Современные характеристики и ассоциации превращают театральное действо в яркий, красочный, музыкальный, остроумный, феерически искрометный памфлет.
Театровед В. А. Щербаков отмечает:

Встреча Вахтангова с масками итальянской «импровизационной комедии» ознаменовалась событием огромной важности — известная самостоятельность маски, её отъединённость от представляющего её лицедея, подсказала режиссёру знаменитый принцип «отстранения». Посредством этого принципа, обеспечивающего исполнителю право на оценку играемого персонажа, на личное к нему отношение, Вахтангов предлагал новое решение проблемы импровизационности и заданности актёрского творчества в условиях жёсткого режиссёрского рисунка. В «Турандот» был осуществлён синтез итогов экспериментов в Студии на Бородинской и в Первой студии МХТ: здесь была предпринята попытка совмещения в исполнителе импровизационного самочувствия (реализующее требование Станиславского проживать роль «каждый раз заново») и состояния импровизатора (возникающее — по мысли Мейерхольда — от радости игры).

«Принцесса Турандот» имела феноменальный успех. Присутствовавший на репетициях спектакля К. С. Станиславский передал умирающему Вахтангову, что «тот может заснуть победителем». По воспоминаниям очевидцев, на представлениях зрители забирались от восторга на спинки кресел.
Один из критиков писал: «Посмотрев „Турандот“, я верю растаявшему снегу, прилету птиц и грядущей весне, ибо она уже началась на Арбате, в особняке Берга».
Владимир Этуш цитирует Г. А. Товстоногова:

Я с большим удовольствием прочел у Товстоногова, что он считал своим учителем Немировича до тех пор, пока не приехал в Москву и не посмотрел «Принцессу Турандот» — тогда он написал, что у него два учителя.

## Вторая постановка
Во второй постановке спектакля, восстановленной Рубеном Симоновым в 1963 году, в период «оттепели», роль принца Калафа исполнял Василий Лановой, а принцессы Турандот — Юлия Борисова (во втором составе — Виктор Зозулин и Марианна Вертинская). Маски — Николай Гриценко (Тарталья), Михаил Ульянов (Бригелла), Юрий Яковлев (Панталоне), Максим Греков (Труффальдино). Эта версия спектакля — была снята телевидением (в 1971 и 1999 году). Версия 1971 года выпущена на кассетах и DVD (в 2000-е годы).
В этой версии задача, воплощённая Вахтанговым в 1922 году, — рассказывать историю труппы, играющей спектакль, — не ставилась. Осталось два плана изображения: актёры играли не страсти своих героев, а ироническое отношение к ним. Абсолютная серьёзность снималась и интермедиями масок, которые комментировали происходящее в подчёркнуто современном духе, что открывало широкие возможности для импровизации.
Юрий Яковлев вспоминал об этой постановке так:

Задача масок в спектакле Вахтангова была определена как комментаторская. Они обсуждают события сюжета, попутно развлекая публику и общаясь с ней, обязательно привлекая современные темы, которые у всех на слуху.
Нам надо было, сохраняя характерность масок «комедии дель арте», произносить текст на такие темы. Это оказалось самым сложным, потому что многие юмористы, которых пытался привлечь к работе Симонов, не могли попасть в тон спектакля. Но всё-таки, взяв что-то у юмористов, что-то принеся сами, мы нащупали нужное.

В частности, по словам Ю. Яковлева, в создании образа Панталоне для этого спектакля ему помогал А. И. Райкин.
После безвременной смерти Максима Грекова роль Труффальдино исполнял Эрнст Зорин. В других ролях: Михаил Дадыко — Алтоум, Людмила Максакова — Адельма, Екатерина Райкина — Зелима, Нина Нехлопоченко — Скирина, Гарри Дунц — Барах, Анатолий Кацынский — Тимур, Евгений Федоров — Исмаил.

## Третья постановка
В 1991 году во время Перестройки — этапа общественных изменений — спектакль был вновь восстановлен режиссёром Гарием Черняховским. Художник — Олег Шейнцис.
Текст интермедий в третьей редакции придуман Виктором Шендеровичем.
Исполнители ролей: Алтоум — Олег Форостенко, Юрий Красков;
Турандот — Марина Есипенко, Анна Дубровская;
Адельма — Лидия Вележева;
Калаф — Александр Рыщенков, Алексей Завьялов;
Тимур — Виктор Зозулин, Александр Павлов;
Тарталья — Михаил Васьков;
Панталоне — Владимир Симонов, Анатолий Меньщиков;
Бригелла — Александр Павлов, Дмитрий Кравцов
Труффальдино — Алексей Кузнецов, Олег Лопухов.
В новой версии спектакль получил очень плохие отзывы критиков. Например, Григорий Заславский писал, что эта постановка «удачей не стала, это можно признать, не боясь прослыть ниспровергателем авторитетов и устоявшихся истин; спектакль этот не снят с афиши, но именно на его фоне особенным торжеством стало приуроченное к юбилею театра возобновление „Принцессы Турандот“ в старом составе 1963 года». Одним из немногих положительных отзывов была заметка критика Е. Рудакова, который отстаивал точку зрения, что спектакль «концептуален и принципиален по отношению сразу к обеим прежним „Турандот“», отмечая, что в постановке Черняховского «поводом для грустной шутки, невесёлого, несмотря на смех в зале, розыгрыша становится не сказка Гоцци, не легенда о „Турандот“, а наша доверчивость».
В декабре 2006 года спектакль был «приостановлен» по решению художественного совета театра.
При этом Василий Лановой отметил: «Я голосовал, чтобы приостановить спектакль. Ему необходимо почистить пёрышки, перестроиться, пока мы ещё живы», а Михаил Ульянов (в 2006 году художественный руководитель театра) прокомментировал решение худсовета: «Пройдёт какое-то время, мы попробуем его вернуть, но я ещё не понимаю как».
В то же время, например, актриса театра Юлия Рутберг в одном из интервью рассказала, что в своё время отказалась от роли в «Принцессе Турандот», так как считала, что возобновление спектакля Вахтангова будет неудачным и что «этому символу лучше остаться в легенде».